# Abroscopus superciliaris
Abroscopus superciliaris е вид птица от семейство Cettiidae. Видът е незастрашен от изчезване.

## Разпространение
Разпространен е в Бангладеш, Бутан, Бруней, Камбоджа, Китай, Индия, Индонезия, Лаос, Малайзия, Мианмар, Непал, Тайланд и Виетнам.